# Trigonodes saina
Trigonodes saina är en fjärilsart som beskrevs av Swinhoe 1918. Trigonodes saina ingår i släktet Trigonodes och familjen nattflyn. Inga underarter finns listade i Catalogue of Life.